# Shipman (Illinois)
Pour les articles homonymes, voir Shipman.
Shipman est un village du comté de Macoupin, en Illinois, aux États-Unis. Il est incorporé le 19 juin 1967,. Lors du recensement de 2010, le village comptait une population de 655 habitants.

## Source de la traduction
- (en) Cet article est partiellement ou en totalité issu de l’article de Wikipédia en anglais intitulé « Shipman, Illinois » (voir la liste des auteurs).